# Мензель-Мегірі
Мензель-Мегірі (араб. منزل المهيري) — місто в Тунісі. Входить до складу вілаєту Кайруан. Станом на 2004 рік тут проживало 3 356 осіб.